# Musée de l'imprimerie du Québec
 (juin 2023).
Si vous disposez d'ouvrages ou d'articles de référence ou si vous connaissez des sites web de qualité traitant du thème abordé ici, merci de compléter l'article en donnant les références utiles à sa vérifiabilité et en les liant à la section « Notes et références ».
Le Musée de l'imprimerie du Québec est un musée québécois situé au 999, avenue Émile Journault à Montréal, dans l’Institut des communications graphiques et de l’imprimabilité. 

## Historique
Il voit le jour en 2007 sous le nom de « Petit Musée de l'impression ».